# Gerhart Feine
Gerhart Feine (* 17. Juni 1894 in Göttingen; † 9. April 1959 in Kopenhagen) war ein deutscher Diplomat in der Zeit des Nationalsozialismus und in der Bundesrepublik.

## Familie
Gerhart Feine wurde als Sohn von Paul Feine und Gertrud geb. Agricola am 17. Juni 1894 in Göttingen geboren. Sein Vater war Professor für evangelische Theologie an der Universität Göttingen. Matthias Claudius gehörte zu seinen direkten Vorfahren. Er war verheiratet mit der gebürtigen amerikanischen Staatsangehörigen Marie Dorothee geb. Hackfeld, Tochter des deutschen Diplomaten J. F. Hackfeld. Mit ihr hatte er drei Kinder.

## Leben
Nach dem Besuch des Piaristengymnasiums in Wien und eines Gymnasiums in Breslau machte Feine 1914 sein Abitur in Halle an der Saale. Anschließend studierte er Rechtswissenschaften an der Universität Halle und der Universität Göttingen, was er 1920 mit dem juristischen Referendarexamen abschloss. Darauf absolvierte er das juristische Referendariat im Bremer Justizdienst und schloss dieses 1923 mit dem juristischen Assessorexamen ab. Im November 1923 trat er in den Auswärtigen Dienst ein.
Bis 1945 war er teilweise in der Zentrale des Auswärtigen Amtes wie auch auf Auslandsposten in London, Den Haag, Belgrad und Budapest eingesetzt. Als junger Attaché trat er in das Privatsekretariat des Reichsaußenministers Gustav Stresemann (DVP) ein und blieb diesem bis zu dessen Tod 1929 eng verbunden. Noch als Legationssekretär in London war er wiederholt Begleiter des Ministers auf dessen Auslandsreisen und bei seinen Kuraufenthalten in Bad Wildungen. Als 1926 die Aufnahme Deutschlands in den Völkerbund verkündet worden war, betrat Feine an der Seite von Stresemann den Sitzungssaal in Genf.
Nach der Machtübergabe an die Nationalsozialisten 1933 trat Feine trotz der Gleichschaltung der Personalpolitik des Auswärtigen Amtes nicht in die NSDAP ein. Seit 1938 war er Gesandtschaftsrat in Belgrad und erlebte dort den Beitritt Jugoslawiens zum Dreimächtepakt. Er blieb im April 1941 beim deutschen Überfall auf Jugoslawien in der Botschaft (Belgrad wurde am 12. April, sechs Tage nach Beginn des Angriffs, eingenommen). Danach war er mit dem Gesandten Felix Benzler in der „Dienststelle des Auswärtigen Amtes beim Militärbefehlshaber“ im besetzten Serbien eingesetzt und dessen Vertreter in Abwesenheit. Benzler forderte die Deportation der serbischen Juden nach Rumänien und tolerierte deren Geiselnahme und Vergasung.
Mit der deutschen Besetzung Ungarns im März 1944 (Unternehmen Margarethe) wurde Feine als Charge d’Affaires nach Ungarn versetzt. Der neue deutsche Gesandte Edmund Veesenmayer sorgte mit politischem Druck auf die Regierung Sztójay dafür, dass das ungarische Innenministerium mit Adolf Eichmann in Budapest kooperierte. Als am ersten Geschäftstag nach der Besetzung ein Run auf die Banken einsetzte, verlangte Feine vom ungarischen Finanzstaatssekretär Béla Csizik, dass Abhebungen auf 1.000 Pengő begrenzt und die Bankschließfächer verschlossen wurden, eine Maßnahme, die insbesondere auf die jüdische Bevölkerung Ungarns zielte. Die ungarische Regierung erließ sofort und in kurzer Folge antisemitische Erlasse zum Tragen des gelben Davidsterns (5. April 1944) und zur Ghettoisierung (7. April 1944), deren Umsetzung am 16. April begonnen wurde. Die ca. 150 SS-Männer des extra für diesen Zweck zusammengestellten Eichmann-Kommandos konnten in Zusammenarbeit mit der ungarischen Polizei, Miliz, den lokalen Behörden und der ungarischen Eisenbahn binnen kürzester Frist in der ungarischen Provinz die ungarischen Juden ghettoisieren und sie – vermeintlich als Arbeitskräfte – nach Auschwitz transportieren lassen, die Hauptstadt Budapest war davon zunächst noch ausgenommen. Vom 27. April 1944 bis zum 11. Juli 1944 waren es nach Angaben der Gesandtschaft 437.402 ungarische Juden in 147 Zügen. Es ist zu vermuten, dass Feine als Gesandtschaftsrat von diesen Geschehnissen erfuhr.
Im Herbst 1944 half Feine zahlreiche ungarische Juden vor dem Abtransport in deutsche Zwangsarbeitslager zu bewahren. Er informierte zunächst die Schweizer Botschaft über die drohende Deportation der Juden und arbeitete dann mit den Schweizern an der Bewahrung der diplomatischen Immunität eigens angemieteter Häuser, in denen Juden Schutz fanden.  Er versuchte im Zusammenwirken mit dem Schweizer Botschaftsangehörigen Carl Lutz und dem schwedischen Diplomaten Raoul Wallenberg, die Deportation der noch verbliebenen Budapester jüdischen Bevölkerung in die Zwangsarbeitslager zu verhindern, die Eichmann und Veesenmayer in Kooperation mit der Pfeilkreuzlerregierung beabsichtigte. Die Ausstellung von mehreren tausend Schutzpässen für die bedrohten Juden durch Carl Lutz geht u. a. auf seine Initiative zurück. Seine Tätigkeit als Informant konnte von seinen Vorgesetzten nicht aufgedeckt werden.
Nach dem Ende des Krieges war er von 1945 bis 1946 in britischer Internierung in Neumünster. Nach seiner Freilassung engagierte sich Feine in Bremen in der evangelischen Flüchtlingshilfe und wurde dann seit Februar 1947 als Oberregierungsrat in der Justizverwaltung der Bremer Regierungskanzlei eingesetzt. Von 1949 bis 1952 war er Präsident der Landesjustizverwaltung in Bremen. In dieser Zeit hatte er Anteil an der Ausarbeitung der Bremer Verfassung von 1947 und gehörte dem Verfassungskonvent auf Herrenchiemsee an, der den Entwurf für das Grundgesetz ausarbeitete.
Nach der Wiedereinrichtung des Auswärtigen Amtes am 15. März 1951 in der neuen Bundeshauptstadt Bonn wurde er im Dezember 1952 wieder in den Auswärtigen Dienst einberufen und als Generalkonsul bei der Wiedereinrichtung des Konsulats in Genf herangezogen. Ab Juli 1953 war er zugleich als ständiger Delegierter bei den Organisationen der Vereinten Nationen (UN) in Genf tätig. Von 1956 bis 1958 war er Gesandter der Bundesrepublik beim Europarat in Straßburg und seit Mai 1958 bis zu seinem Tode 1959 Botschafter der Bundesrepublik Deutschland in Dänemark.
Nach Ansicht seines Enkels, des Historikers Daniel Koerfer, und der Ansicht des Historikers Christopher R. Browning wurde seine Rolle sowohl in Budapest als auch später im Auswärtigen Dienst der Bundesrepublik Deutschland in der im Oktober 2010 vorgelegten Untersuchung der Unabhängigen Historikerkommission – Auswärtiges Amt nicht ausreichend gewürdigt.

## Publikationen
- Gerhart Feine: Die völkerrechtliche Stellung der Staatsschiffe. Berlin 1921.